# Henry Nottidge Moseley
Henry Nottidge Moseley ( 14 de noviembre de 1844 , Wandsworth - 10 de noviembre de 1891) fue un naturalista británico .
Era hijo de Henry Moseley. Estudió en el Harrow School, obteniendo su Bachelor of Arts en 1868, en Oxford, y su Master of Arts en 1872. Estudió medicina en la Universidad de Londres. Se casa con Miss Jeffreys en 1881.
Realizó numerosas expediciones : a Ceilán, a California, Oregón, pero fue su gira mundial de 1873 a 1876 a bordo del HMS Challenger que lo llevó por más de 120.000 km . En 1879, comienza a trabajar en la Universidad de Londres, donde obtiene la cátedra Linacre de anatomía humana, y de anatomía comparada en 1881.
Se dedicó al estudio de los invertebrados como Onychophora, y la filogenia de artrópodos, corales, moluscos, etc.
Uno de sus hijos fue el destacadísimo químico y físico Henry Gwyn Jeffreys Moseley (1887-1915).

## Honores
- Miembro de la Royal Society en 1877, obtiene la medalla de la Royal Society en 1887
- Miembro de otras sociedades científicas : Sociedad Zoológica de Londres, Sociedad Geológica de Londres, etc.

### Epónimos
Especies vegetales
- (Cyatheaceae) Sphaeropteris moseleyi (Baker) R.M.Tryon[1]

- (Thelypteridaceae) Sphaerostephanos moseleyi Holttum[2]

Especies animales
- (Spheniscidae) Eudyptes moseleyi (pingüino de Moseley) Mathews & Iredale, 1921

## Algunas publicaciones
- On the inhabitants of the Admiralty Islands, &c. J. of the Anthropological Institute. 1877
- On Oregon. 1878. Reimpreso BiblioBazaar, 2010, 130 pp. ISBN 1143022270
- On the Structure of the Sylasteridae. 1878
- Notes by a Naturalist on the Challenger. 620 pp. 1879
- Report on certain hydroid, alcyonarian and madreporarian corals procured during the voyage of H.M.S. Challenger. Volumen 2, Parte 7. 166 pp. 1881
- On the pharynx of an unknown holothurian of the family Dendrochirotae: in which the calcareous skeleton in remarkably developed. 9 pp. 1884
- On the presence of eyes in the shells of certain Chitonidæ and on the structure of these organs. 26 pp. 1885

- La abreviatura «H.Moseley» se emplea para indicar a Henry Nottidge Moseley como autoridad en la descripción y clasificación científica de los vegetales.[3]

## Abreviatura (zoología)
La abreviatura Moseley  se emplea para indicar a Henry Nottidge Moseley como autoridad en la descripción y taxonomía en zoología.